# 박찬범 (승려)
박찬범(朴贊範, 일본식 이름: 鹿野階傳)은 일제강점기의 승려이다. 생멸연대는 미상이다.

## 생애
함경남도 함주군의 대본산 귀주사 주지였다. 귀주사 주지로는 중일 전쟁 중인 1938년 2월 인가받았다. 이후 4월 1일까지 일본군 위문금 명목으로 294원 53전을 모아 헌납했다.
위문금 모금에는 대본산 주지들이 거의 모두 참여했으나, 박찬범은 1939년 신년 초부터 승려들을 동원하여 탁발보국에 나서 전쟁 지원에 좀 더 적극적인 행보를 보였다. 박찬범은 직접 함흥부에서 닷새 동안 탁발을 하고 이렇게 모은 금액을 함흥경찰서에 헌납했다.
전쟁이 장기화되면서 조선 청년들에게도 지원병 참전할 것을 장려하는 시점이 되자 1940년 2월 불교계에서는 드물게 귀주사의 청년 승려 5명이 지원병에 출원했다. 《매일신보》에 따르면 이들이 "반도인으로서 이번 성전을 생각할 때에 단연 한 목숨을 국가에 바칠 각오를 하"여 지원했고, 지원 수속은 주지 박찬범이 당국에 출두하여 대신 마쳤다.
이러한 와중에 1939 3월에는 조선불교중앙교무원 신임 보결이사로 선출되었고, 1940년에 재차 선출되었다. 일제의 창씨개명 정책에도 호응하여 이름과 성을 일본식으로 바꾸었다. 1940년 도쿄에서 열린 황기 2600년 기념식에 조선 불교계 함남 대표로 선정되어 참석했을 정도로 일제로부터 인정을 받았으며, 첫 주지 임기를 마치고 1941년 2월 귀주사 주지 재임 인가를 받았다.
박찬범의 탁발보국은 계속되어 1943년에도 신년을 맞아 본·말사를 동원해 탁발을 했다. 탁발로 모은 금액은 함흥경찰서를 비롯한 주위의 경찰서와 주재소로 보냈는데 합계가 1,076원 86전이었다. 이때 전쟁은 태평양 전쟁으로 확대되어 있었는데, 귀주사는 태평양 전쟁 승리를 위해 본·말사의 범종 전부를 헌납하기로 결의하기도 했다.
1944년 두 번째 임기를 마치고 귀주사 주지직에서 물러난 뒤 행적은 알 수 없다.
민족문제연구소가 2008년 공개한 친일인명사전 수록예정자 명단 종교 부문에 선정되었다.

## 같이 보기
- 귀주사

## 참고 자료
- 임혜봉 (2005년 3월 1일). 〈박찬범 : 탁발보국으로 국방헌금을 바친 본산 주지〉. 《친일 승려 108인》. 서울: 청년사. 252쪽쪽. ISBN 9788972783848.